# Bromeliaceae
Bromeliaceae este o familie de ordin Poales din clasa monocotiledonate formată din plante originare din America Centrală și de Sud.

## Caractere generale
- plante erbacee;
- majoritatea sunt epifite dar și terestre;
- majoritatea perene;
- frunzele sunt:
  - tari;
  - pieloase;
  - plane sau concave;
  - prezintă diferite ormamentații ca dungi, pete, etc.;
  - sunt dispuse în rozete bazale în formă de cornete sau pălărie. Această dispunere favorizează colectarea de apă din precipitații ce poate ajunge până la 15 l. Astfel se formează un biotop în care pot trăi insecte, șerpi, broaște etc. Acestea contribuie la hrana plantei atât prin dejecțiile lor cât și prin descompunerea corpului lor după moarte.
- florile
  - sunt dispuse în infloreșcențe.
  - au culori și mărimi care diferă de la o specie la alta.
  - aceste flori sunt fie adâncite în rozetele de frunze sau în alte cazuri sunt dispuse pe pedunculi lungi deaspra acestei rozete cum este cazul la ananas (Ananas comosus) [6].

## Răspândire
Majoritatea speciilor seîntâlnesc în regiunile ecuatoriale și tropicale. În aceste zone le întâlnim de la nivelul mări și până în vârful munților .

## Genuri
- Aechmea
- Ananas
- Billbergia
- Bromelia
- Canistrum
- Cryptanthus
- Dyckia
- Hechtia
- Hohenbergia
- Neoregelia
- Nidularium
- Pitcairnia
- Puya
- Quesnelia
- Tillandsia
- Vriesea